# Erl
Erl è un comune austriaco di 1 497 abitanti nel distretto di Kufstein, in Tirolo. Dal 1613 vi si svolge ogni sei anni una rappresentazione della Passione di Gesù.